# Sixto Durán Ballén

Sixto Durán Ballén, 1992

Sixto Durán Ballén Cordovez (* 14. Juli 1921 in Boston, Vereinigte Staaten; † 15. November 2016 in Quito, Ecuador) war ein ecuadorianischer Politiker, ehemaliger Staatspräsident Ecuadors und Architekt. Er amtierte als Präsident in der Zeit vom 10. August 1992 bis zum 10. August 1996, bis 1995 war Alberto Dahik sein Vizepräsident, auf den Eduardo Peña in derselben Position folgte.

## Leben
Ballén wurde in Boston geboren, da seine Eltern beruflich dort weilten. Seine Jugend verbrachte er in den Vereinigten Staaten, wo er Architektur an der Columbia University in New York City studierte. Daraufhin bekam er vom damaligen ecuadorianischen Präsidenten Galo Plaza Lasso den Auftrag, die Stadt Ambato wiederaufzubauen, da diese durch ein Erdbeben im Jahr 1949 zerstört wurde. In Ecuador gründete er nun gemeinsam mit Camilo Ponce Enríquez die Partido Social Cristiano.
Von 1970 bis 1978 war er Bürgermeister von Quito.
Im Februar 1995, während seiner Amtszeit als Präsident, verschärfte sich ein Grenzkonflikt mit Peru (Conflicto limítrofe entre el Perú y el Ecuador) zum Cenepa-Krieg bis hin zur Mobilmachung von Reservisten. Peru wurde zu dieser Zeit von Alberto Fujimori regiert.